# Montefurado (Quiroga)
Montefurado (llamada oficialmente San Miguel de Montefurado) es una parroquia y una aldea española del municipio de Quiroga, en la provincia de Lugo, Galicia.

## Geografía
Está situada a orillas del río Sil entre las sierras de San Mamede, donde se halla el pico de Cabeza de Manzaneda, y la sierra del Caurel. La influencia del río hace que esta zona goce de un clima continental mediterráneo, con temperaturas bajas en invierno y muy calurosas en verano. Si hay que destacar algo de este pueblo es el túnel que da nombre al pueblo (monte furado en gallego significa 'monte horadado'), conocido entre los lugareños como Boca do Monte.

## Organización territorial
La parroquia está formada por nueve entidades de población:
- Alvaredos (Os Albaredos)
- Anguieiros (Os Anguieiros)
- Centeais
- Coballos (Os Covallos)
- Ferreira
- Hermidón (O Ermidón)
- Hivedo (O Ivedo)
- San Martiño de Alvaredos
- San Miguel de Montefurado

## Demografía

### Parroquia
| Gráfica de evolución demográfica de Montefurado (parroquia) entre 2000 y 2020 |
|                                                                               |
| Datos según el nomenclátor publicado por el INE.                              |

### Aldea
| Gráfica de evolución demográfica de San Miguel de Montefurado (aldea) entre 2000 y 2020 |
|                                                                                         |
| Datos según el nomenclátor publicado por el INE.                                        |

## Patrimonio

### Túnel romano
El túnel romano de Boca do Monte se construyó en el siglo II durante el mandato del emperador Trajano para desviar el curso del río Sil y poder extraer el oro depositado en el meandro de su antiguo cauce. Está excavado en pizarra y hasta el año 1934 medía unos 120 m de longitud, pero una crecida del Sil durante aquel año provocó el desplome de un gran tramo del túnel, quedando con sus actuales dimensiones: 54 m de longitud, 19 m de ancho y una altura media de 17 m. De hecho las crecidas del principal afluente del río Miño y las vibraciones provocadas por el tráfico de la carretera N-120, que discurre próxima al túnel, son el factor fundamental que amenaza la conservación de este vestigio minero romano.
Algunas fuentes lo identifican con el mítico "Mons Sacer" del “Epitoma historiarum Philippicarum Pompei Trogi 44, 3 5-6” de Marco Juniano Justino a partir de los relatos de Fr. Martín Sarmiento que lo cita en su obra

Apuntamientos para un discurso sobre la necesidad que hay en España de unos buenos Caminos Reales, y de su pública utilidad y del modo de dirigirlos , demarcarlos , construirlos, comunicarlos, medirlos, adornarlos, abastecerlos y conservarlos.

197 El famoso Montefurado de Galicia, se llama así, porque está horadado, ó agujereado de parte á parte. Todo el rio Sil se emboca por el boquerón, quedando el monte haciendo de puente para pasar á países del mediodía. Unos creen que es obra natural: otros que es obra de los Romanos. Yo tomo partido, y creeré qualquiera extremo, pues no he estado en el sitio, solo que el año de 25 le ví á lo lexos. Si el boquerón es obra natural, todo el país antecedente sería un lago de agua y viva, como otros infinitos, y de él saldría el Sil. Si es obra de Romanos, mudarían el curso del rio para hacerle un puente eterno.
198 Si fuese cierto que ese Montefurado es el monte de oro, que Trogo y Justino han puesto en Galicia ;y que en sus faldas se cogían texos y granos de oro, acaso la ambición de los Romanos emprehenderia aquella obra, para encontrar infinito oro en las entrañas del monte, al modo que hoy se busca la plata en las entrañas del cerro del Potosí. Y si se llevaron el chasco del avariento de la fábula, que buscó la mina de oro en las entrañas de la Gallina, que diariamente le ponía un huevo de ese metal precioso; dirigirían el Sil por el boquerón por donde hoy pasa, y recurrirían á buscar, y ácabar en la antigua madre que rodeaba el monte, el oro en pepitas y en granos.

199 Es inconcuso y consta de Plinio, que en aquellos países tenían los Romanos sus minas de oro, y que de ellas sacaban veinte mil libras de oro cada año. Y que á veces se hallaban pepitas grandes entre las arenas; y que se halló una de ciento y veinte onzas de oro. Desde entonces acá se han cogido, y se cogen hoy granos de oro fino, lavando las arenas del Sil quando hay avenidas. Esto no solo ácia Montefurado, sino también mas rio arriba.

III. In Lusitanis iuxta fluvium Tagum vento equas fetus concipere multi auctores prodidere. Quae fabulae ex equarum fecunditate et gregum multitudine natae sunt, qui tanti in Gallaecia ac Lusitania et tam pernices visuntur, ut non inmerito vento ipso concepti videantur. 2 Gallaeci autem Graecam sibi originem adserunt; siquidem post finem Troiani belli Teucrum morte Aiacis fratris invisum patri Telamoni, cum non reciperetur in regnum, Cyprum concessisse atque ibi urbem nomine antiquae patriae Salaminam condidisse; inde accepta opinione paternae mortis patriam repetisse, 3 sed cum ab Eurysace, Aiacis filio, accessu prohiberetur, Hispaniae litoribus adpulsum loca, ubi nunc est Karthago Nova, occupasse; inde Gallaeciam transisse et positis sedibus genti nomen dedisse. 4 Gallaeciae autem portio Amphilochi dicuntur. Regio cum aeris ac plumbi uberrima, tum et minio, quod etiam vicino flumini nomen dedit. 5 Auro quoque ditissima, adeo ut etiam aratro frequenter glebas aureas excidant. 6 In huius gentis finibus sacer mons est, quem ferro violari nefas habetur; sed si quando fulgure terra proscissa est, quod in his locis adsidua res est, detectum aurum velut dei munus colligere permittitur. 7 Feminae res domesticas agrorumque culturas administrant ipsi armis et rapinis serviunt. 8 Praecipua his quidem ferri materia, sed aqua ipso ferro violentior; quippe temperamento eius ferrum acrius redditur, nec ullum apud eos telum probatur, quod non aut Birbili fluvio aut Chalybe tinguatur. 9 Vnde etiam Chalybes fluvii huius finitimi appellati ferroque ceteris praestare dicuntur.

En 1551 el Licenciado Juan de Molina en su "Descripcion del Reyno de Galizia y de las cosas notables del", Mondoñedo, 1550. Lo incluye entre las cosa notables 
Este monte que llamamos aquí el monte Furado tiene un caso y edificio tan de admirar que en gran parte del mundo no le hallaría otra cosa igual ...

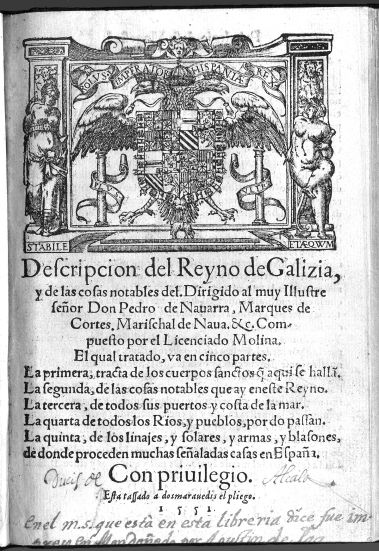
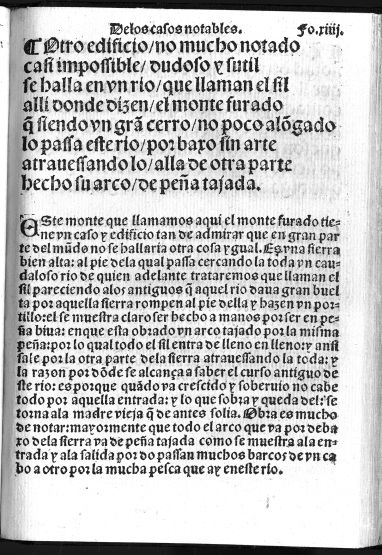

En 1857 se indica que tenía: 

Las bocas, de figura irregular, tienen unas 18 varas de ancho y la misma altura, siendo la más notable la de la salida del agua, en la cual hay un desmonte de unas 75 varas. En rigor la parte de túnel no llega á 90 varas de longitud, pero el nuevo cauce, que tiene 25 varas de ancho y más de 10 de profundidad, mide en longitud contra la corriente unas 700 varas con dos saltos para moderarla, y unas 200 varas agua abajo

En 1864 aparece en dos recuadros en planta y sección del plano “Lugo (Provincia). Mapas generales (1864). 1:200.000 “ por el Coronel de Ingenieros D. Francisco Coello ; Las notas estadisticas e historicas han sido escritas por D. Pascual Madoz ; El contorno por Leclercq, la topografia por D. Francisco Pérez y la letra por Bacot
En 1873 José Andrés Cornide Saavedra y Folgueira lo cita en su "Memoria sobre las minas de Galicia y otras producciones del reino Mineral"

Por esta montaña, y no lejos de las minas del Seijo, reconocí los vestigios de una antigua acequia tomada del río Morisco, cerca de la Alberguería, la cual cortando peñas y salvando un profundo valle sobre pilares, giraba tortuosamente a media cuesta de la ribera izquierda del Sil, terminando enfrente del famoso socavón de Montefurado, por donde se introduce este caudaloso río. Tan costosa obra que no tendrá menos de tres leguas de largo y la dificultad de perforar el monte para mudar el curso de dicho río dejando en seco su madre antigua en el mismo...

También se inclina a que en el Montefurado (de que ya di noticia a V.S.) se hallan señales de mineral de oro, plata y plomo, de cuyo último metal añade, se halla otra mina en el castillo de Currullon, perteneciente al Marqués de Villafranca de donde sólo dista media legua.

En 1883 se indica que tenía 200m de longitud por 17 a 28 m de ancho y de 11 a 14 m de altura sobre el nivel medio de las aguas . Ya en ese momento se estaba realizando el túnel del ferrocarril próximo al mismo que uniría Sarria con Ponferrada para finalizar la conexión de Galicia con la meseta. Se citan las ruinas del Castillo coronado de Maleza. 
En 1907 Manuel Murguía habla de la leyenda de Juan Rana que guarda los tesoros de Oro en dicha cueva
En 1919, se autoriza al Sr. Henry Steven (Británico domiciliado en Bilbao) a desviar el cauce del río utilizando el antiguo túnel para poder utilizar una mina de la que es propietario denominada "Santa Marta"

En 1934 aparece una foto del estado de la boca de entrada al túnel, con la presa realizada por esta compañía británica para desecarlo, y un nuevo túnel auxiliar.

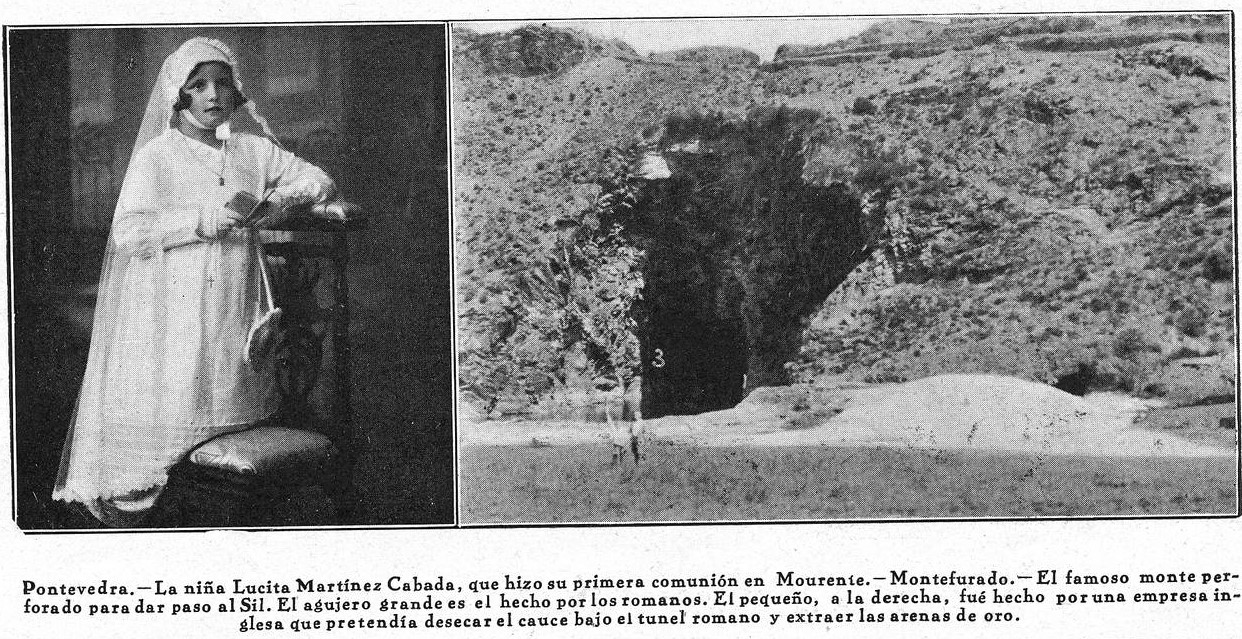

Tras repetidos desplomes, y quedar taponado, inundándose el antiguo cauce, en 1935 se licitan las obras para su reparación por 48.000 pesetas.
En 1934 El ministro de obras Públicas del gobierno de la República, comunica al gobernador que se contrate un ingeniero para que estudie los daños causados por un hundimiento.Indicándose en otra página que se desprendieron varios peñascos en la boca de salida.
Previamente desde la Diputación de Lugo se habían requerido la presencia de dos ingenieros para evaluarlo, pero las obras se demoran por el inicio de la guerra, con graves consecuencias para los vecinos que sufren sus tierras anegadas.

### Castillo-Fuerte
Del castillo, más bien un fuerte, que existió nada queda hoy. 
Se cita en diferentes fuentes y planos, pero todo indica que no es un antiguo castillo. 
El Mariscal Soult no lo cita en sus cartas de 1809 al Rey José I, cuando sale de Galicia en dirección a Sanabria por Montefurado, acosado por las partidas del Cura de Casoio José Ramón de Quiroga y Uria, pero da a entender lo difícil del lugar y lo penoso que resultó pasarlo acosado por las partidas:

Volví á ponerme en marcha el 11 dirigiéndome sobre Valdeorras : el general de división Loison que tenia á su mando la división Merle y la brigada de dragones mandada por el general Lorge , encontró a los insurgentes en número de 2 a 3 mil á la entrada del Valle de Quiroga, y les acosó vivamente hasta Montefurado donde los halló en posición Cubriendo el paso del peñasco por donde corre el Sil atravesando la montaña: el regimiento 4º de infantería ligera sostenido por el 15.° de linea y el 13º de dragones los desalojaron ; el 12 por la tarde esta vanguardia tomó posición en las alturas de Larouco, donde un destacamento del 13º de dragones y otro del 1ºde cazadores provisionales tuvieron ocasión de atacarla distinguiéndose mucho... 

La insurrección de Valdeorres se componía de la población del Valle de Quiroga, de la de Valdeorres, de la jurisdicción del Bollo, y de los partidos de Puebla de Tribes, de S. Clodio, de Castro de Caldelas, de Coba y de las montafías de San Mamed, que componían 4 a 9 mil hombres todos armados y dirigidos por el cura de Casoyo D. Josef Ramón de Quiroga y Uría, á quien La-Romana ha hecho general , por D. Juan Bernardo Quiroga y Uria , hermano del anterior , por los curas de Bendollo y de Barco , por el alcalde del Bollo, llamado Casaron , y por un abogado del lugar de Setin , cerca de la Rúa.
Después de las acciones de Montefurado, de Larouco, y de Puente Bibey, todos estos insurgentes se dispersaron por las montañas; pero los que quedaron en San Clodio continuaron sus agresiones , y se aprovecharon de la situación de este lugar, que está orilla del Sil, frente á frente de San Martin de Quiroga, para hacer un fuego continuo sobre nuestra columna , que se vía precisada á desfilar á medio tiro por la orilla derecha: esto le causó alguna pérdida.

Pasado el Návea di orden al general Loison de enviar un destacamento á San Clodio para quemar el pueblo en castigo de.la conducta infame de sus habitantes : también le mandé dirigir otro á Castro de Caldelas para hacer un exemplar semejante, en castigo del asesinato de 8; cazadores de á caballo del 15ºregimiento que fué executado el 2 de febrero pasado , y en el qual tuvieron parte los habitantes de San Clodio , de Puebla de Tribes y de Coba: hallaronse los restos de estos infelices, y habiéndolos reunido se pusieron junto á una inscripción que recordaba los motivos de esta justa venganza. El general Loison perdonó á los habitantes de Puebla de Tribes que vinieron en masa a someterse , y protestaron su arrepentimiento prometiendo enmendarse en adelante.

La versión española de los hechos del Semanario político y literario de La Coruña N.º 14 (Valdeorras 20/11/1809 pag 324-328) 
El Abad de Casoyo , nombrado comandante del paísanage de Valdeorras, formó un pequeño exército con el que no tan solo defendió en quanto pudo el valle, sino que siempre tuvo incomodado al enemigo con sus continuas correrlas. Unido á su hermano {D. Juan Bernardo Quiroga y Uria) el comandante de Quiróga y á D. Joaquín Casanova , que lo era de Trives, disputó el paso de Quiroga al mariscal Soult, contra quadruplicado número de gente , causándole un daño inmenso, cubriéndose de gloria los comandantes y paisanage. Separado de sus compañeros con ménos de 100 fusileros detuvo por 5 horas al mismo mariscal en Montefurado , en donde le mató mucha gente ; pero perdió uno de sus mejores capitanes, el 10 de junio. Es difi- 
Ya aparecen los planos de 1811 indicando su obra abaluartada dotación y reservas, indicando que ha sido construido por el Cuerpo de Ingenieros: 

El punto de Montefurado es un estribo de la cordillera, que forma la orilla izquierda en el cual se ha abierto el Rio Sil un paso subterráneo; en este punto se ha construido por el Nacional Cuerpo de Ingenieros una obra cerrada aspillerada, y parte de ella cubierta para servir de alojamiento a la tropa, teniendo igualmente troneras para servir piezas ligeras. Teniendo a la vista el objeto principal de esta obra su localidad, capacidad e interés se ha regulado la dotación de defensores de 100 plazas de fusil, dos sargentos, 4 cabos y 3 oficiales.

Para aumentar la fuerza de esta obra se han destinado 4 piezas de fierro de calibre de a 4 y para su servicio 10 artilleros, 2 cabos 1 sargento y un oficial de esta arma.

Bajo el dato de esta guarnición se ha hecho una dotación de víveres y munición para un mes y se ha pedido al intendente haga los aprestos de 40 libras de galletas, 600 de menestra 20 de carne salada y en su defecto 600 de tocino.

Hay otro plano similar sin datar que en el archivo del Ministerio de Defensa se cita como de 17__ pero podría ser posterior y que muestran la misma construcción y debe pertenecer a la "Memoria militar sobre la obra construida en Montefurado 1811 (véase el croquis nº 27) " por el 6.º Ejército el 1 de abril de 1811

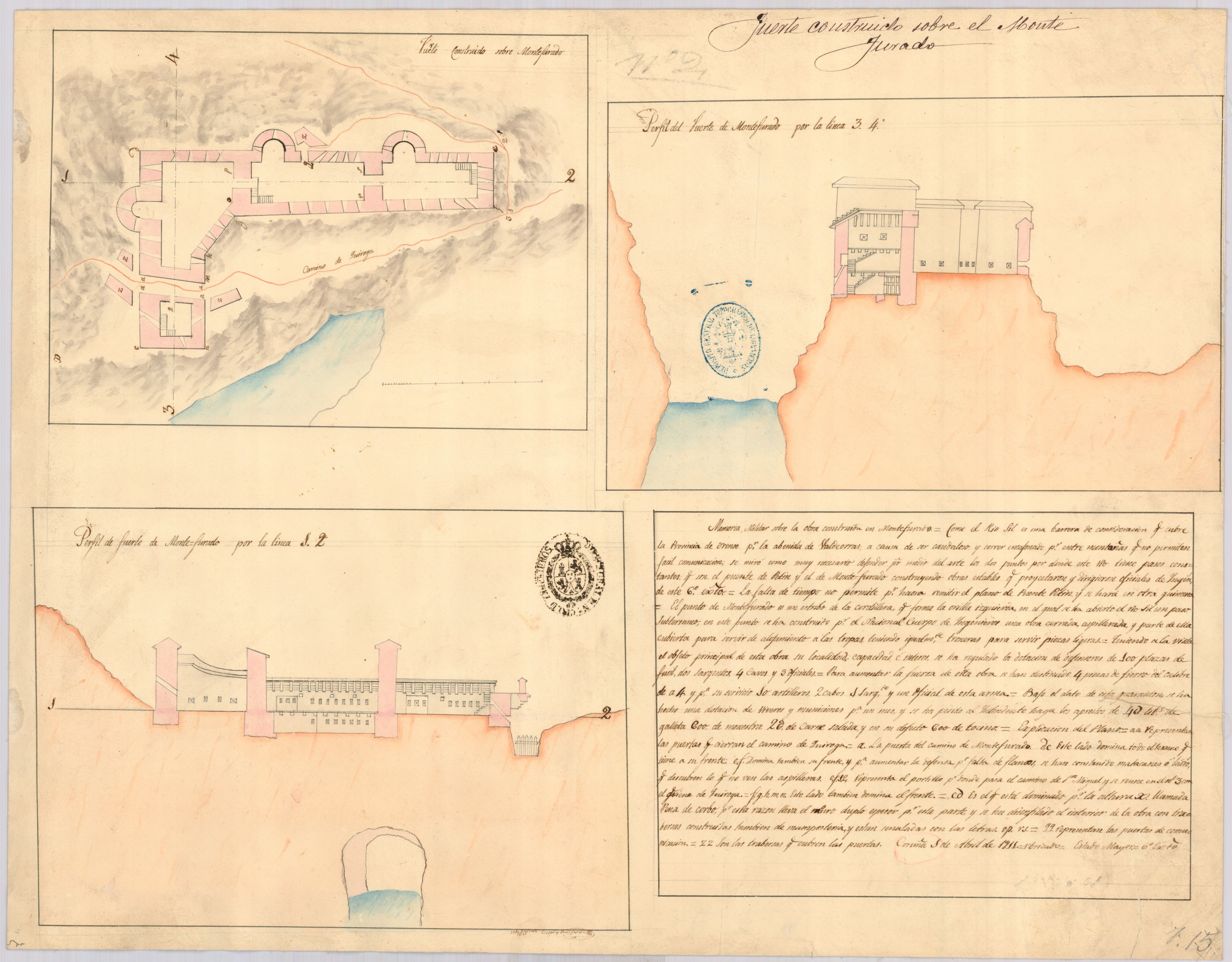
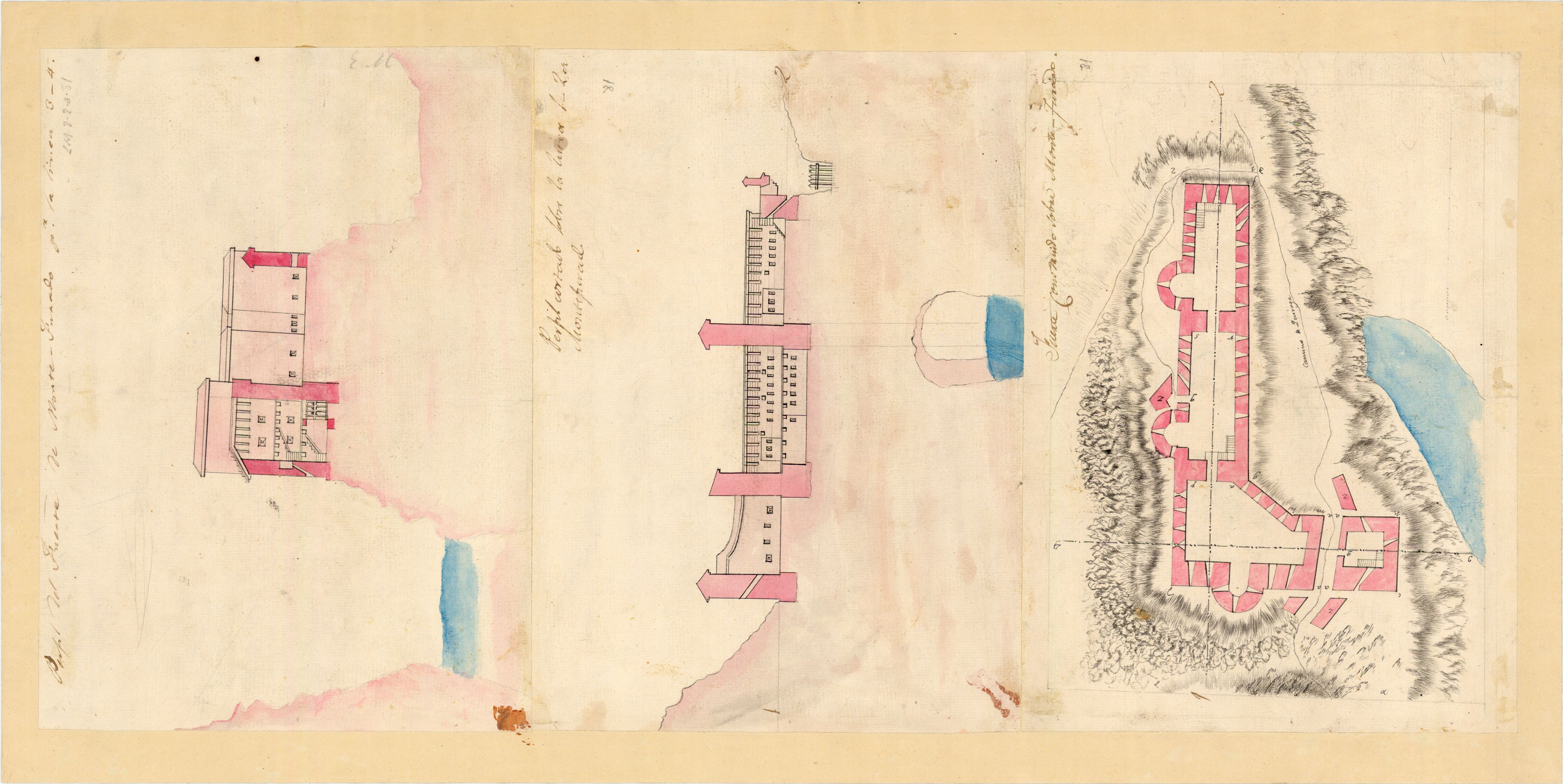

El 28 de mayo de 1811 en La Coruña Cesáreo Gardoquí intendente del Ejército y Reino de Galicia, teniendo noticia de que el arrendatario del ramo del aguardiente de dicha ciudad está para entregar más de seis mil duros, indica se destine dicho importe a la mayor brevedad al reclamo del que hace el subinspector del Real Cuerpo de artillería para enviar armamento y munición a Piquin y Montefurado

Aparece la silueta del Castiillo en dos publicaciones "Cronica general de España - Lugo 1866" por Daniel Urrabieta Vierge y "La ilustración Española y Americana 1877"
- La Ilustración española y Americana 1877

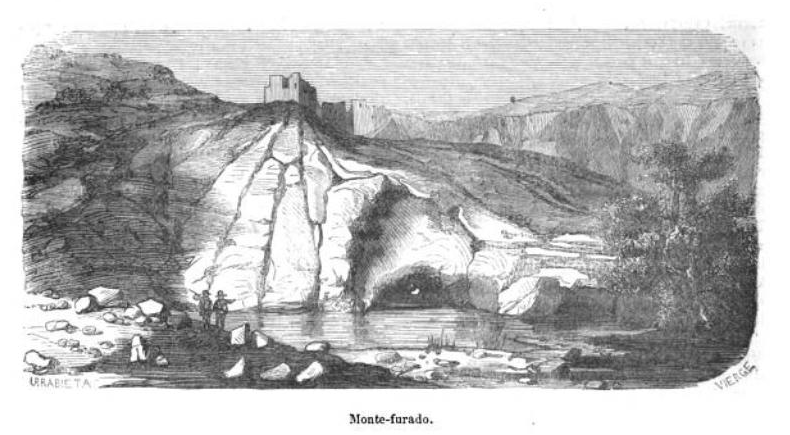
Montefurado Daniel Vierge 1866 "Cronica general de España - Provincia de Lugo"

En los planos de 1864 Francisco Coello aparece en la sección el castillo.
En 1883 se citan las ruinas del castillo coronado de maleza y detalles del túnel y del ruinoso castillo en otra publicación
En 1890 se citan unas viñas junto al castillo y a la boca del monte
Sin embargo en las fotos de J. Laurent y Cia  para la compañía de ferrocarriles (el tramo Ponferrada-Quiroga se abre en 1880 y J. Laurent muere en 1886) en su punto kilométrico 319 no muestra por dichas fechas ninguna imagen en la que se pueda apreciar dicho castillo
Después de los derrumbamientos no quedan vestigios del castillo/fuerte, solo algunos recuerdos.